# Рижкова Олександра Юріївна
Олекса́ндра Ю́ріївна Рижко́ва (* 1980) — українська спортсменка-спринтерка.

## Життєпис
На Чемпіонаті України з легкої атлетики-1996 в естафеті 4/400 метрів команда Харківської області здобула золоті нагороди — вона та Зоя і Наталія Мауріни й Олена Буженко.
У естафеті 4х400 метрів змагалася на чемпіонаті світу 2003 року.
На літніх Олімпійських іграх-2004 в естафеті 4х400 метрів у другому забігу команда посіла сьоме місце — Олександра Рижкова, Оксана Ілюшкіна, Антоніна Єфремова, Наталія Пигида.
2005 року закінчила Національний технічний університет «Харківський політехнічний інститут».
Станом на грудень 2018 року — головний спеціаліст Харківського відділення Національного олімпійського комітету.
Найкращий особистий час — 51,75 секунди на 400 метрів, досягнуто у травні 2005 року в Києві.